# Velodromo Umberto I
Das Velodromo Umberto I (auch Motovelodromo Umberto I) war eines der ersten Velodrome Italiens und befand sich in der piemontesischen Hauptstadt Turin.
Das Velodrom war nach Umberto I. benannt, der von 1878 bis 1900 König von Italien war. Es lag im Turiner Viertel Crocetta am Corso Umberto I.

## Geschichte

Spielszene aus dem ersten Derby della Mole im Jahr 1907 im Velodromo Umberto I

Das Velodrom wurde 1895 von der Unione velocipedistica italiana erbaut, um die Rennen der zahlreichen Radrennklubs der Stadt zu beherbergen.
Im Jahr 1898 wurden auf dem Feld im Inneren der Arena die erste italienische Fußballmeisterschaft ausgetragen. Am 8. Mai traten Turiner Vereine Internazionale Torino, Ginnastica Torino und FC Torinese sowie der CFC Genua gegeneinander an. Es siegten die Genuesen mit 2:1 nach Verlängerung gegen Internazionale.
Im selben Jahr, vom 24. bis 26. Juni, war das Velodrom Austragungsort der Rennen des Touring Club Ciclistico Italiano zu dessen jährlichen Konvent. Im neuen Jahrhundert gewann sie immer mehr an Bedeutung. Sie wurde vom französischen Unternehmen Peugeot gesponsert und beherbergte nun auch die neu aufkommenden Motorradrennen, weshalb sie mitunter auch als Motovelodromo Umberto I erwähnt wird.
Auch die Fußballaktivitäten wurden intensiviert. Von 1900 bis 1903 diente das Velodromo Umberto I dem FC Torinese als Heimstätte. Außerdem war es in dieser Zeit Austragungsort der wichtigsten Spiele der Stadt, während auf dem Campo di Piazza d’armi die weniger bedeutsamen Partien stattfanden.
Im Jahr 1904 übernahm Alfredo Dick, der Präsident des Fußballklubs Juventus war, das Velodrom. Er ließ eine Sitzplatztribüne errichten – zuvor hatte es nur Stehplätze gegeben – und sein damals aufstrebender Klub zog in die Arena. 1905 feierte Juventus den ersten Italienischen Meistertitel in der Vereinsgeschichte im Velodrom. Als Dick 1906 als Juve-Präsident entmachtet worden war und daraufhin den Football Club Torino gegründet hatte, ging das Nutzungsrecht auf seinen neuen Verein über und Juventus stand für kurze Zeit ohne Heimspielstätte da. Der Football Club Torino trug seine Partien bis 1910 in der Arena aus, die Juve kehrte vorerst auf das Campo di Piazza d’armi zurück um 1908 ins neu errichtete, eigene Stadio di Corso Sebastopoli zu ziehen.
Ende der 1910er-Jahre wurde das Velodromo Umberto I abgerissen.

## Verweise